# مؤتمر تنسيق التنمية للجنوب الإفريقي
كان مؤتمر تنسيق التنمية للجنوب الأفريقي، الذي كان سلفاً لمجموعة التنمية لأفريقيا الجنوبية، عبارة عن مذكرة تفاهم بشأن التنمية الاقتصادية المشتركة تم توقيعها في لوساكا، زامبيا، في 1 أبريل 1980. تمت إضفاء الطابع الرسمي عليه باسم إعلان لوساكا (بعنوان الجنوب الأفريقي: نحو التحرير الاقتصادي) الذي صادقت عليه الدول التسع الموقعة ( أنغولا، بوتسوانا، ليسوتو، ملاوي، موزمبيق، سوازيلاند، تنزانيا، زامبيا، زيمبابوي). كانت بعض الأهداف الرئيسية للدول الأعضاء هي أن تكون أقل اعتمادًا على الفصل العنصري في جنوب إفريقيا وأن تقدم برامج ومشاريع من شأنها أن تؤثر على بلدان الجنوب الأفريقي والمنطقة بأكملها. 
كان المؤتمر التنسيقي نتيجة مشاورات أواخر السبعينيات. في مايو 1979 التقى ممثلو دول المواجهة في غابورون وقرروا أن يجتمع وزراء جميع الدول الأعضاء لمناقشة التنمية الاقتصادية المشتركة. تم عقد هذا الاجتماع بعد شهرين في أروشا، حيث تقرر تشكيل مؤتمر تنسيق التنمية للجنوب الأفريقي. كان المقر الرئيسي للمؤتمر يقع في جابورون، بوتسوانا، منذ عام 1982. 
تم التوقيع على إعلان ومعاهدة إنشاء مجموعة تنمية الجنوب الأفريقي، التي حلت محل مؤتمر التنسيق، في قمة رؤساء الدول أو الحكومات في 17 أغسطس 1992، في ويندهوك، ناميبيا. 